# Оришківці (Кременецький район)
Ори́шківці — село в Україні, у Лановецькій міській громаді Кременецького району Тернопільської області. Розташоване на сході району. До 2017 було підпорядковане Лановецькій міській раді. 
Знаходиться на березі річки Буглівка, вище по течії на відстані 1 км і на протилежному березі розташоване село Іванківці, нижче по течії на відстані 3 км розташоване місто Ланівці.
Через село проходить автомобільна дорога Т-2012 (Т-2325).
Населення — 404 особи (2001).

## Історія
Перша писемна згадка — 1564.
Станом на 1568 р. сини Гневоша Яловицького (Антон, Дмитро, Сава) володіли наступними селами: Ланівц, Млинівці, Оришківці, Забужани, Плоске, Кам'яниця, Турківці, Пирятин, Загірці, Забойці, Мирогоща, Мільче та Носівці. (Gr. i Zs. Krzemien. z 1568 r. )(інформація: Гаврада Т.М.).
За даними подимного перепису 1629 p. Филон Яловицький та Захаріяш Яловицький у кінці XVI століття  ділили між собою маєтки Ланівці (відповідно 17 та 16 димів), Млинівці (24 та 24 дими), Забужани (12 та 11 димів), Ожешківці (Оришківці) (14 та 14 димів), Новгородичі (7 та 6 димів). Дим - господарство, будинок. (інформація: Гаврада Т.М.).
В с. Оришківці у кінці 19 ст. проживало 574 жителі.
У 1911 р. в Оришківцях проживало 606 жителів, діяв водяний млин (продуктивністю понад 20 тис.пудів річного помолу). Також, у селі діяло кредитне товариство. (Інформація: Гаврада Т.М.).
На 1936 рік село входило до ґміни Вишневець Кременецького повіту.

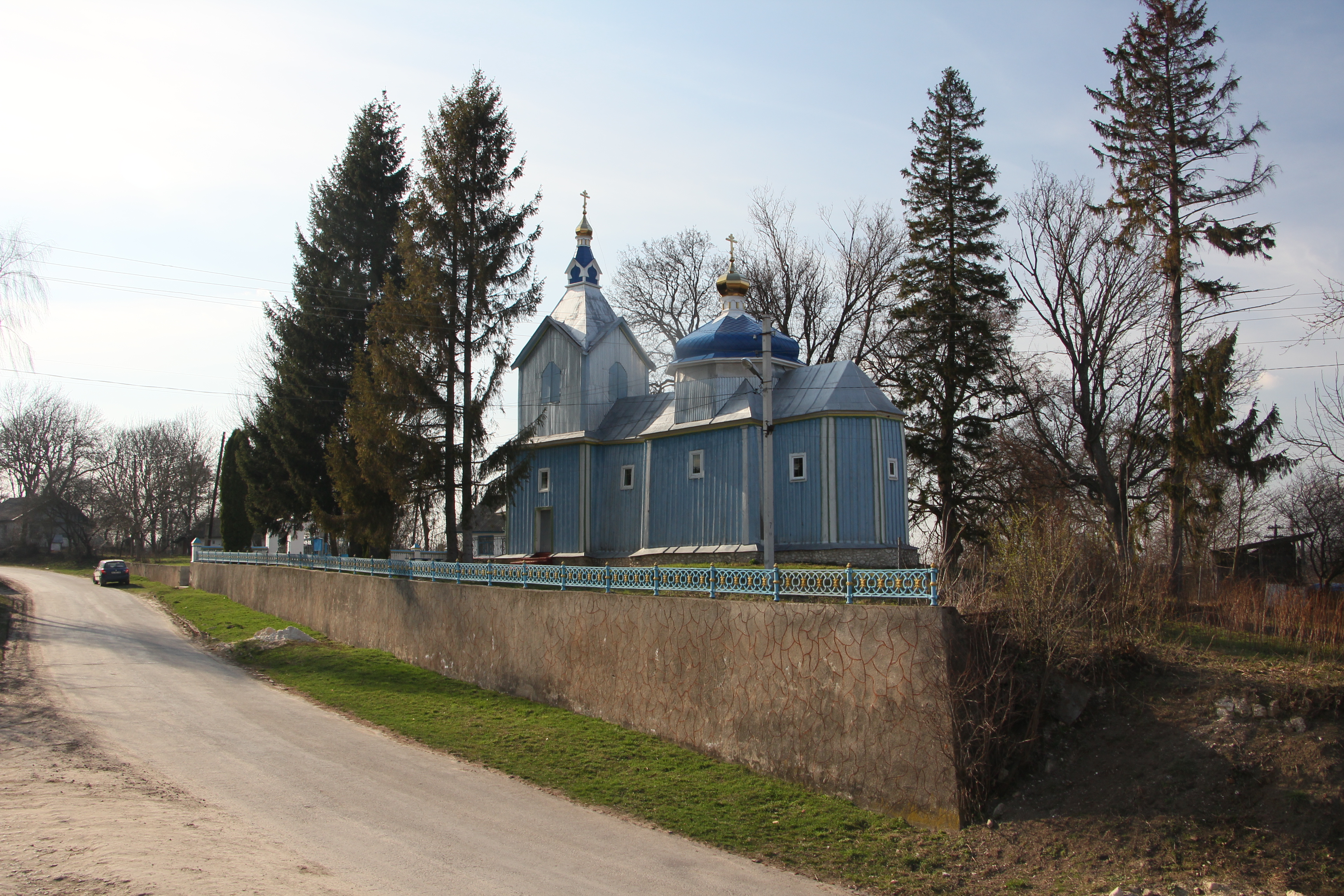
Дерев'яна церква

Споруджено пам'ятник воїнам-односельцям, полеглим у німецько-радянській війні (1977), встановлено пам'ятний хрест на початку села.
12 червня 2020 року, відповідно до розпорядження Кабінету Міністрів України № 724-р «Про визначення адміністративних центрів та затвердження територій територіальних громад Тернопільської області» увійшло до складу Лановецької міської громади.
19 липня 2020 року, в результаті адміністративно-територіальної реформи та ліквідації Лановецького району, село увійшло до складу Кременецького району. 

## Населення

### Мова
Розподіл населення за рідною мовою за даними :
| Мова       | Кількість | Відсоток |
| ---------- | --------- | -------- |
| українська | 404       | 100%     |

## Релігія
- церква Воздвиження Чесного Хреста (19 ст., дерев'яна).

## Соціальна сфера
Діють ЗОШ 1 ступ., клуб, бібліотека.

## Народилися
- Григорій Драбчук (1963—1983) — учасник війни у Афганістані.

## Галерея

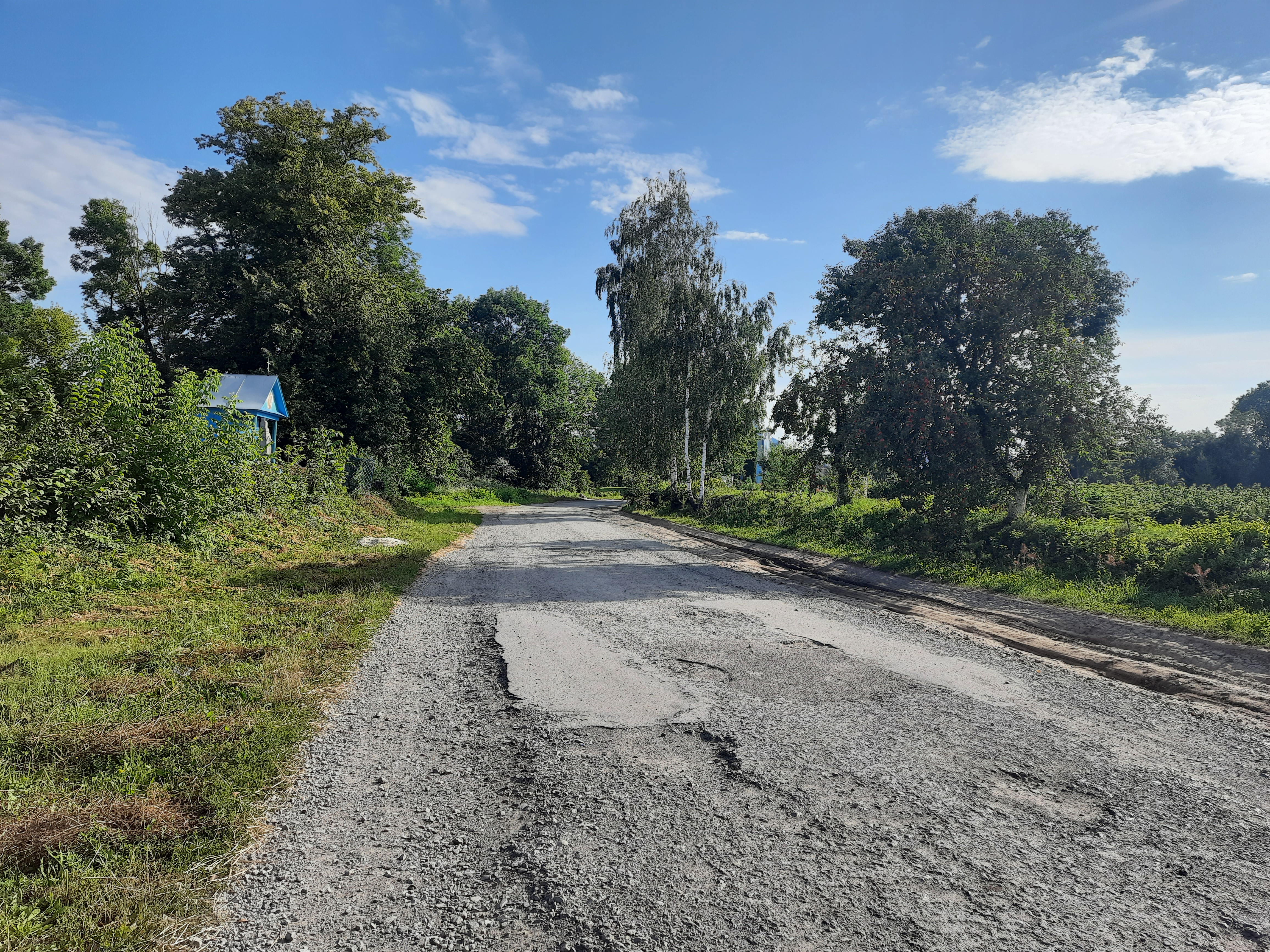
В'їзд у село
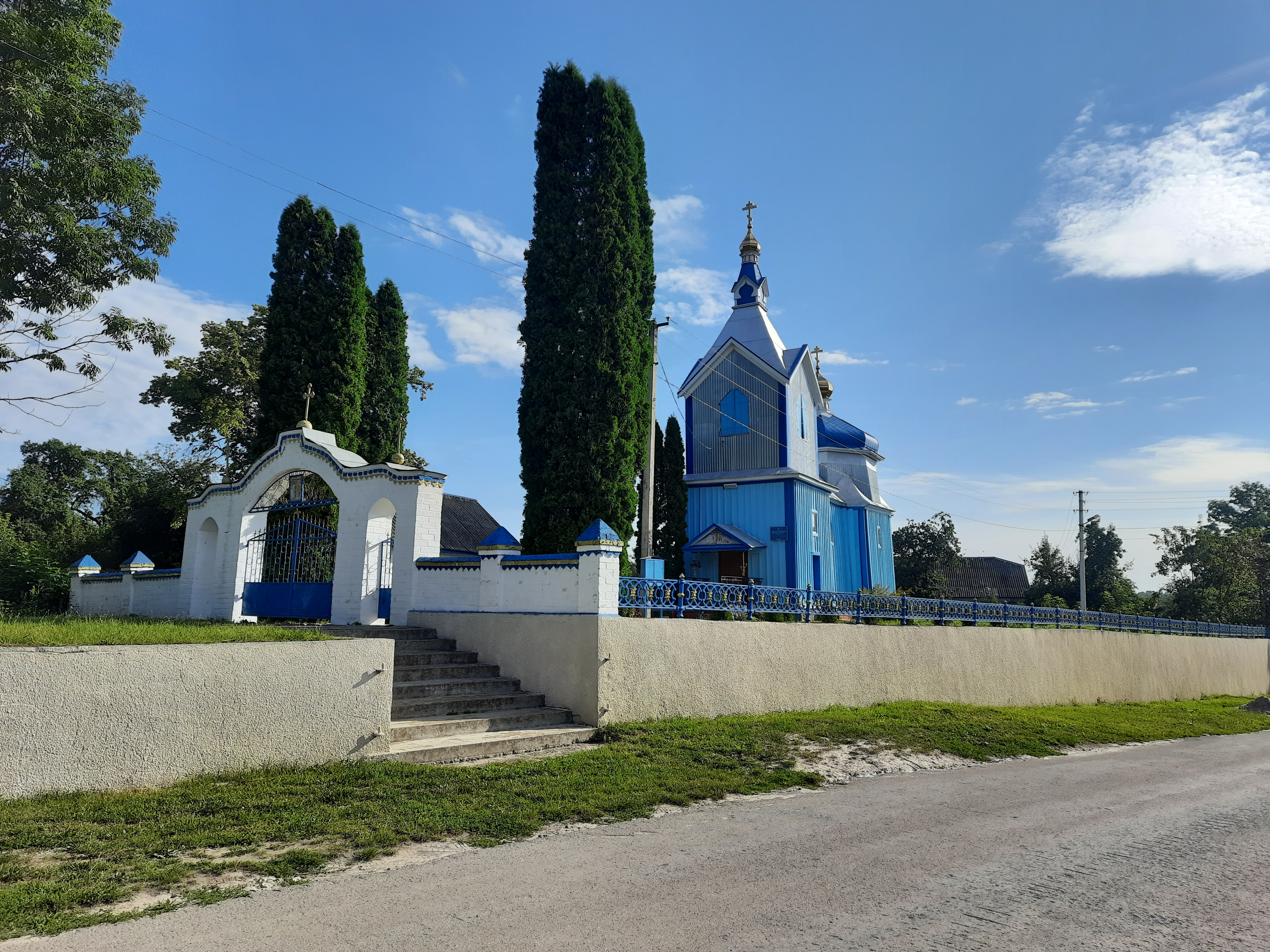
Церква Воздвиження Чесного Хреста Господнього
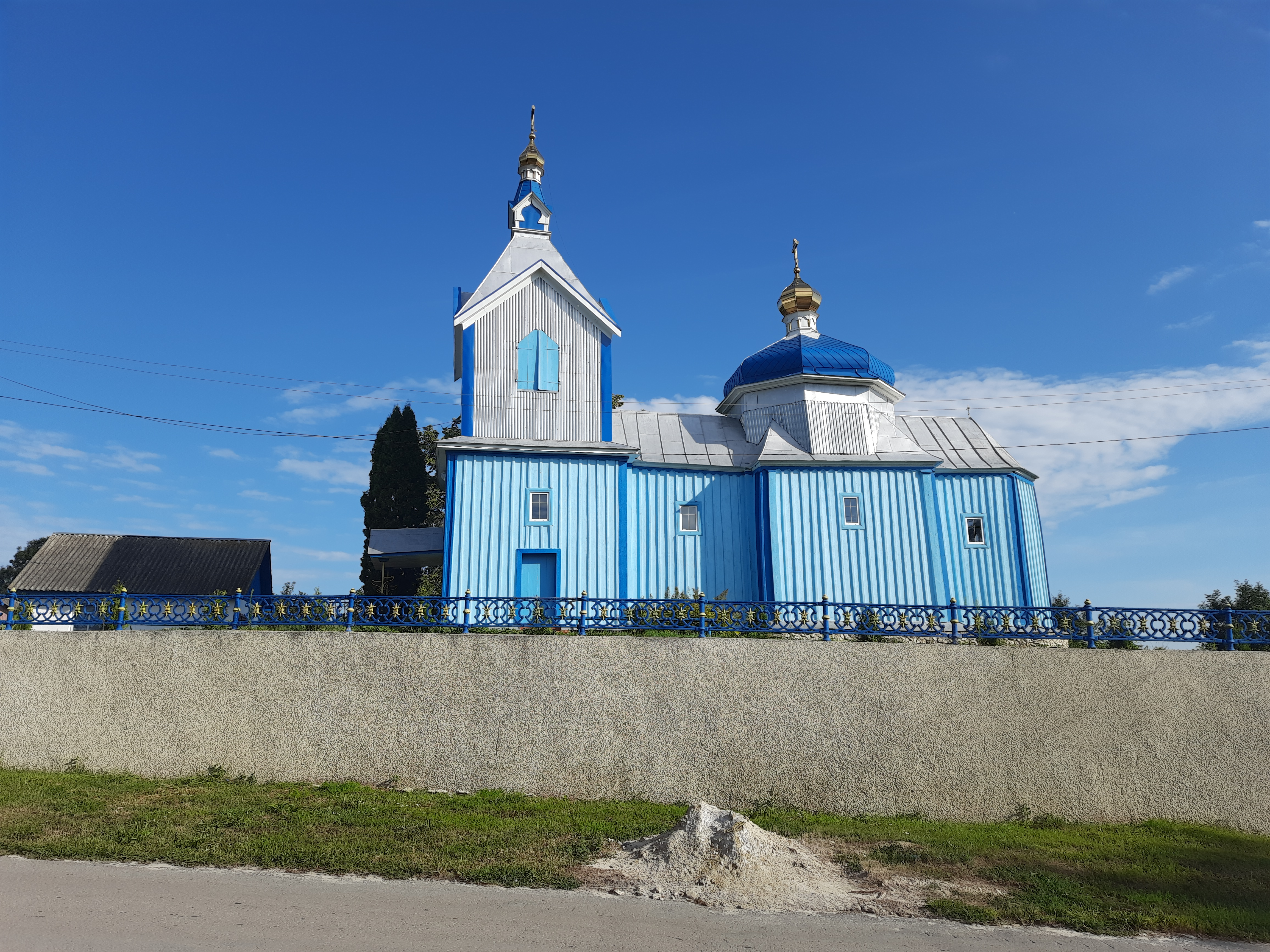
Церква Воздвиження Чесного Хреста Господнього
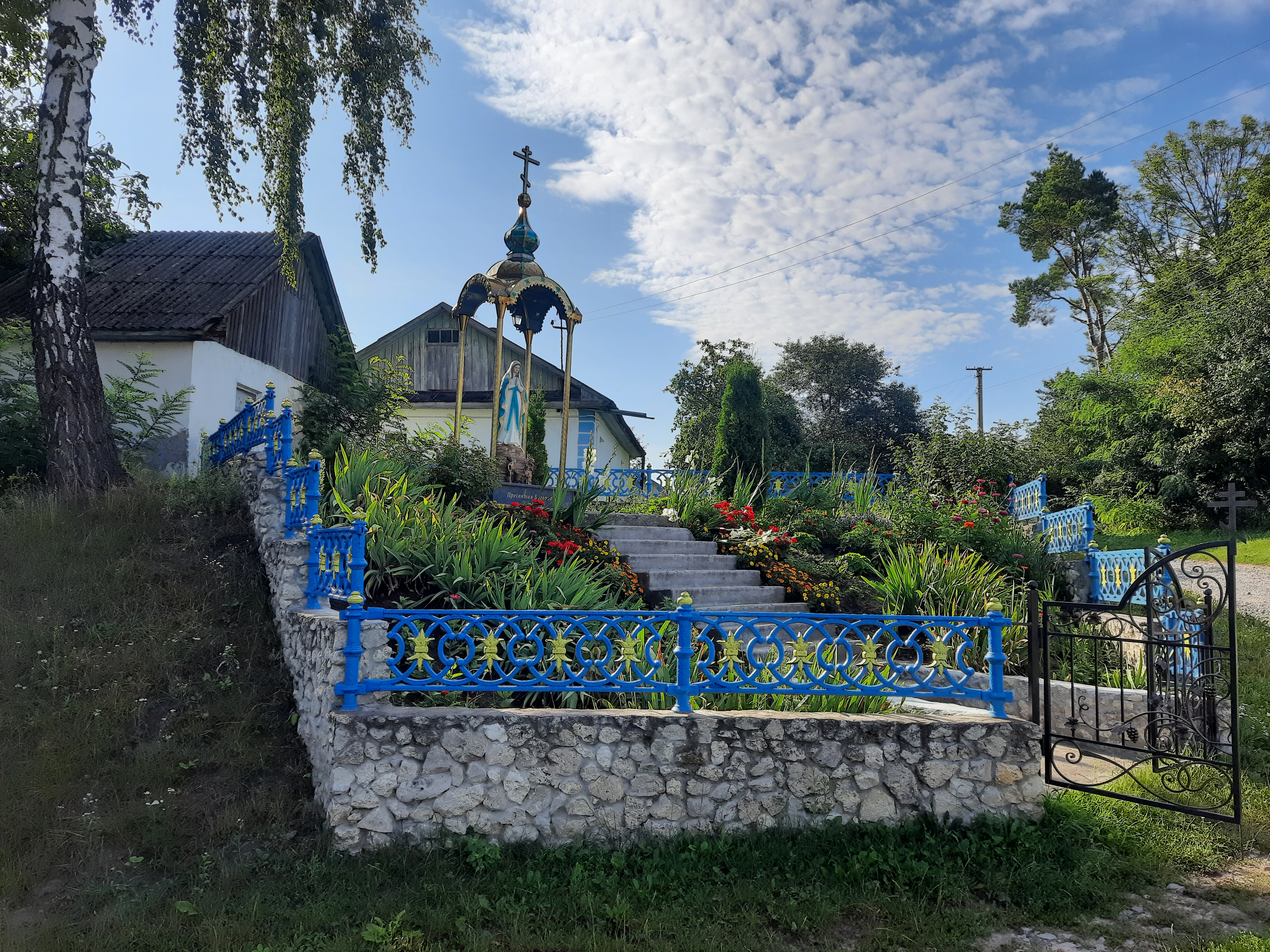
Статуя Божої Матері
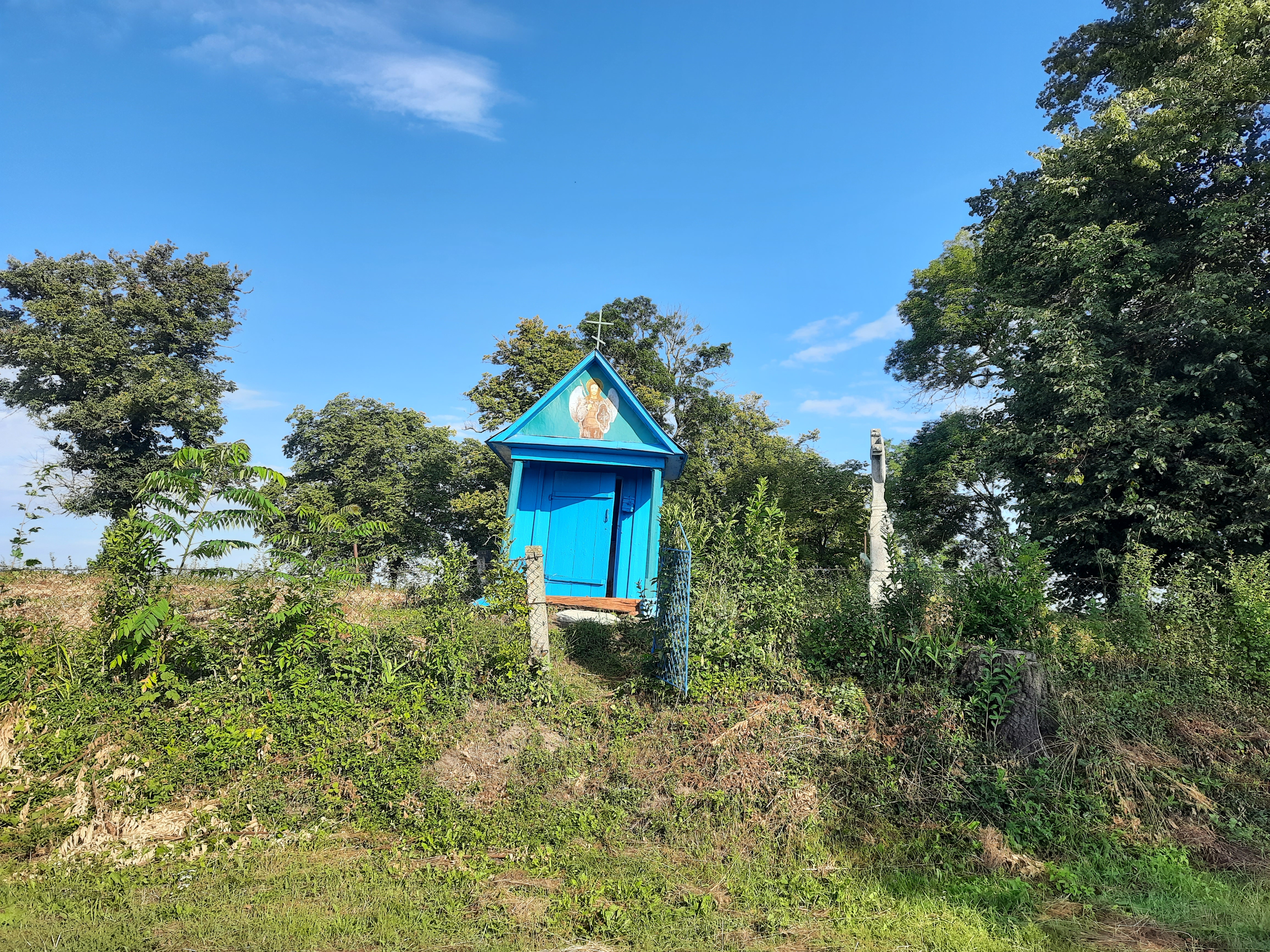
Капличка на околиці села